# Mons Claudianus
Mons Claudianus fue una cantera romana en el desierto oriental de Egipto. Consistía en una guarnición, un sitio de extracción y viviendas civiles y para trabajadores. En el lugar se extraía granodiorita para el Imperio Romano, donde se usaba como material de construcción. Mons Claudianus está ubicado en las montañas del desierto oriental egipcio a medio camino entre el Mar Rojo y Quena, en la actual gobernación del Mar Rojo. Hoy los turistas pueden ver fragmentos de granito, con varios artefactos como una columna rota. En el sitio se han descubierto varios textos escritos en cerámica rota (óstracos).

## Ubicación
Mons Claudianus se encuentra en el desierto oriental del Alto Egipto y fue descubierto en 1823 por Wilkinson y Burton. Se encuentra al norte de Luxor, entre la ciudad egipcia de Quena en el Nilo y Hurgada en el Mar Rojo, 500 km al sur de El Cairo y 120 km al este del Nilo, a una altitud de c. 700 m en el corazón de las montañas del Mar Rojo. Alrededor de 50 km de distancia se encuentra otra cantera imperial conocida como Mons Porphyrites, que es la única fuente conocida de pórfido púrpura en el mundo.

## Historia
La excavación por los romanos de Mons Claudianus  se produjo a lo largo de dos siglos, desde el siglo I d. C. hasta mediados del siglo III d. C. No hay evidencia de asentamientos cerca o en la cantera antes del asentamiento romano. Las condiciones áridas del desierto permitieron que los documentos y restos orgánicos sobrevivieran.
Mons Claudianus fue una fuente abundante de granodiorita para Roma, y se usó en estructuras romanas notables, incluyendo Villa Adriana (la villa del emperador Adriano en Tívoli), los baños públicos, pisos y columnas del templo de Venus, el palacio de Diocleciano en Split y las columnas del pórtico del Panteón en Roma fueron extraídos en Mons Claudianus.

## Vías de acceso y transporte

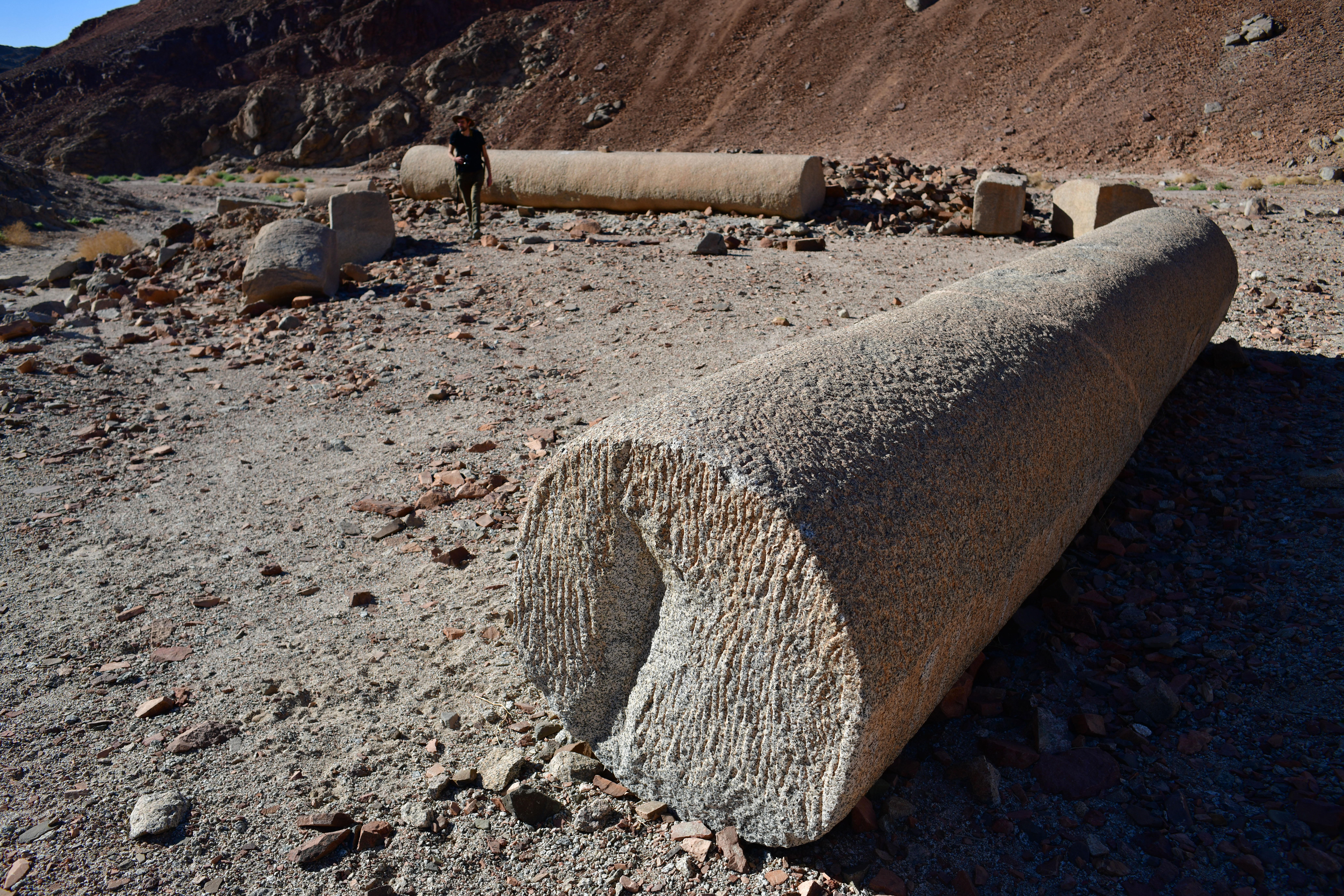
Columna abandonada en Mons Claudianus

Mons Claudianus estaba conectado con el río Nilo por una calzada romana marcada por estaciones de paso espaciadas a intervalos de un día. Las piedras de las canteras, que se formaban en el desierto, se llevaban por la carretera hasta el valle del Nilo para su transbordo a Roma. Documentos hallados en el sitio se refieren a carros de 12 y 4 ruedas, e incluyen una solicitud de entrega de ejes nuevos. El viaje duraría aproximadamente cinco días o más. Las estaciones de paso, que parecían pequeños "fuertes" defendidos, con muchas habitaciones acompañadas de establos y suministro de agua, servían como moteles donde los hombres y los animales que transportaban las piedras podían descansar, comer y beber. Es posible que se hayan utilizado burros para transportar alimentos y agua que necesitaban los hombres entre las estaciones de paso, así como para tirar de los carros; sin embargo, para cargas más grandes parece que se utilizó tanto mano de obra humana como animal. Los camellos se utilizaron para la comunicación y para el transporte de alimentos y agua.
Las columnas también pueden haber sido arrastradas más de 100 km desde la cantera hasta el río en trineos de madera, aunque el terreno desde la cantera hasta el Nilo es tal que el recorrido es cuesta abajo en todo su recorrido. Fueron llevados en barcazas por el río Nilo cuando el nivel del agua era alto durante las inundaciones de primavera, y luego transferidos a barcos para cruzar el mar Mediterráneo hasta el puerto romano de Ostia . Allí, eran trasladadas de nuevo a barcazas y subían por el río Tíber hasta Roma.

## La vida en Mons Claudianus

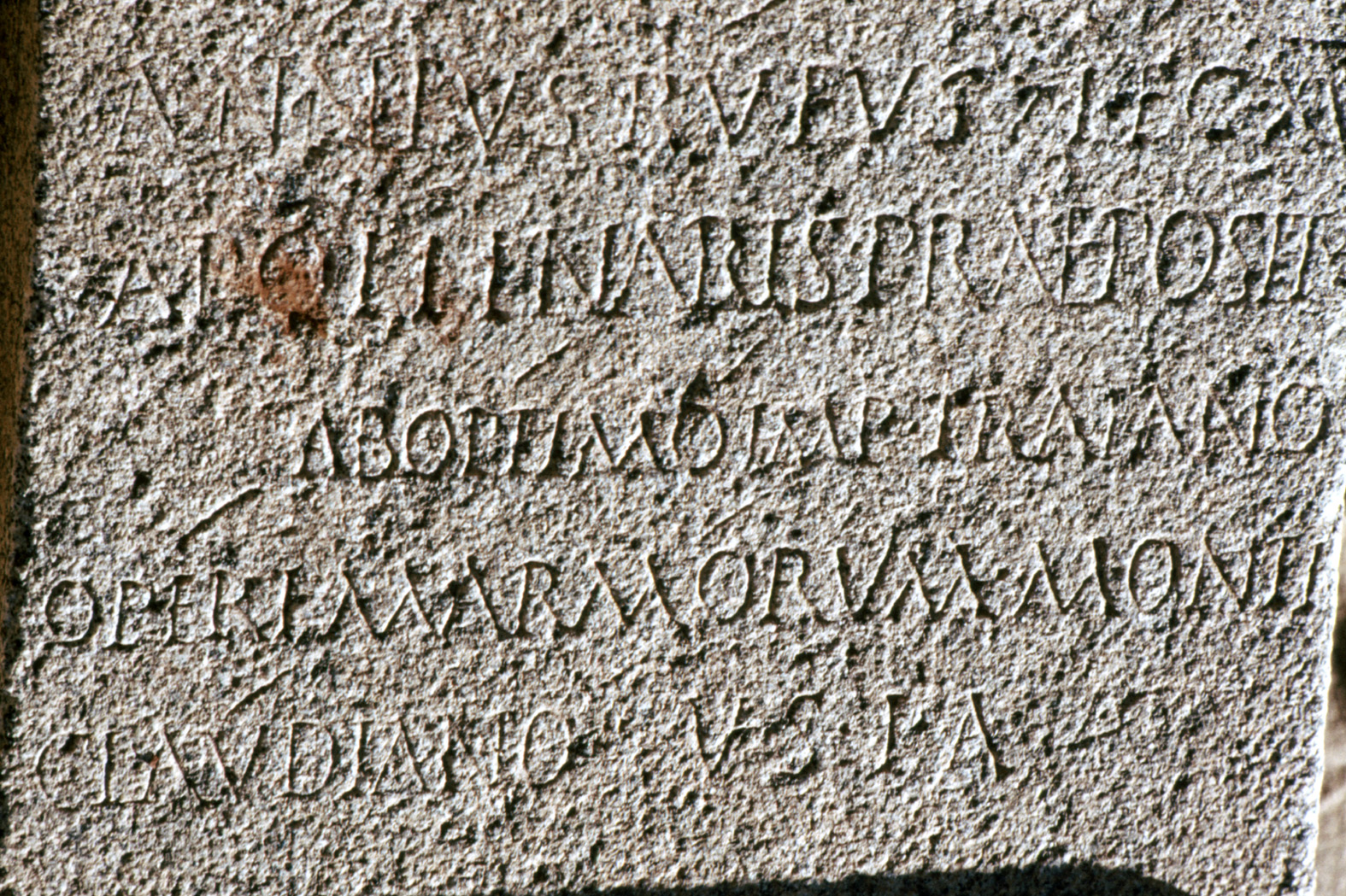
Inscripción romana “Marmorum Monti Claudiano”

La cantera era administrada por el ejército romano. Los canteros de Mons Claudianus eran una mano de obra civil calificada y bien pagada, y su estilo de vida en la cantera podría incluso describirse como lujoso. Los óstracos que se han encontrado en el sitio se refieren a cuatro grupos de personas: soldados y oficiales; trabajadores civiles calificados; trabajadores sin habilidades; y mujeres y niños. Según estos óstracos, muchos de los trabajadores de Mons Claudianus ganaban alrededor de 47 dracmas al mes, que era aproximadamente el doble que sus contrapartes en el valle del Nilo, así como un artab que era de aproximadamente 47  pintas de trigo. Se ha encontrado evidencia de 55 plantas alimenticias diferentes y 20 fuentes de proteínas animales, siendo la carne de burro la más consumida, probablemente debido a la cantidad de burros que existían. Pescados del Mar Rojo, lujos como alcachofa y cidra así como pimienta de la India y animales de caza, caracoles y ostras eran algunos de los alimentos disponibles. También se han encontrado granos de cebada carbonizada y germinada, lo que sugiere que los habitantes elaboraban cerveza. En las canteras, todavía se pueden encontrar varias columnas, algunas pilas y un baño rotos; la columna más grande tiene 60 pies de alto y pesa unas 200 toneladas. Muchos edificios aún sobreviven intactos hasta la altura del techo. El asentamiento parecía un fuerte con muros y torres salientes, y albergaba a un millar de personas, tanto canteros como guardias. Las piedras de las canteras se modelaban en el desierto, posiblemente para reducir su peso, y luego se llevaban al valle del Nilo para ser enviadas a Roma.